# گوسوو (شهرستان وینوگرادوفسکی، استان آرخانگلسک)
گوسوو (به لاتین: Gusevo) یک منطقهٔ مسکونی در روسیه است که در استان آرخانگلسک واقع شده‌است.